# Cockburn River
Cockburn River är ett vattendrag i Australien. Det ligger i delstaten New South Wales, i den sydöstra delen av landet, omkring 300 kilometer norr om delstatshuvudstaden Sydney.
Trakten runt Cockburn River består till största delen av jordbruksmark. Runt Cockburn River är det mycket glesbefolkat, med 3 invånare per kvadratkilometer. Genomsnittlig årsnederbörd är 1 272 millimeter. Den regnigaste månaden är februari, med i genomsnitt 223 mm nederbörd, och den torraste är oktober, med 25 mm nederbörd.